# Habenaria insolita
Habenaria insolita är en orkidéart som beskrevs av Victor Samuel Summerhayes. Habenaria insolita ingår i släktet Habenaria och familjen orkidéer. Inga underarter finns listade i Catalogue of Life.